# Aneaporia plagioderina
Aneaporia plagioderina is een keversoort uit de familie lieveheersbeestjes (Coccinellidae). De wetenschappelijke naam van de soort is voor het eerst geldig gepubliceerd in 1904 door Gorham.